# Weinmannia ternata
Weinmannia ternata là một loài thực vật có hoa trong họ Cunoniaceae. Loài này được Engl. miêu tả khoa học đầu tiên năm 1870.